# Cavedine
Cavedine là một đô thị tại tỉnh Trento trong vùng Trentino-Alto Adige/Südtirol, có vị trí khoảng 14 km về phía tây nam của Trento. Tại thời điểm ngày 31 tháng 12 năm 2004, đô thị này có dân số 2.799 người và diện tích là 38,3 km².
Đô thị Cavedine có các frazioni (các đơn vị cấp dưới, chủ yếu là các làng) Brusino, Cavedine, Stravino, Vigo Cavedine and Lago di Cavedine.
Cavedine giáp các đô thị: Trento, Lasino, Dro, Cimone, Villa Lagarina và Drena.